# 우지연대
우지연대(牛池煙臺)는 대한민국 제주특별자치도 제주시 한림읍 귀덕리에 있는 연대이다. 1976년 9월 9일 제주특별자치도의 기념물 제23-6호로 지정되었다.

## 개요
연대란 옛 군사적 통신수단으로 적의 침입이나 위급한 일이 일어났을 때, 낮에는 연기를 피우고 밤에는 횃불을 사용하여 인근 마을이나 군대가 있는 곳에 빠르게 연락하던 시설이다. 봉수대와 차이점이 있다면 해변 가까운 높은 지대에 설치하는 반면 봉수대는 산 정상에 위치한다는 점이다.
명월진에 소속된 우지연대는 1976년 고증을 거쳐 지금의 모습으로 보수한 것으로, 규모는 상부 8.5m×8.5m, 하부 8.9m×8.7m, 높이 2.7m이다. 이 연대는 동쪽으로는 귀덕연대, 서쪽으로는 죽도연대와 교신하였다고 한다.

## 참고 자료
- 우지연대 - 국가유산청 국가유산포털